# Nicolae Onică
Nicolae Onică (24 de junio de 1993) es un deportista rumano que compite en halterofilia. Ganó una medalla de bronce en el Campeonato Mundial de Halterofilia de 2018 y una medalla de oro en el Campeonato Europeo de Halterofilia de 2018.

## Palmarés internacional
| Campeonato Mundial | Campeonato Mundial     | Campeonato Mundial | Campeonato Mundial |
| Año                | Lugar                  | Medalla            | Categoría          |
| ------------------ | ---------------------- | ------------------ | ------------------ |
| 2018               | Asjabad (Turkmenistán) | Medalla de bronce  | 96 kg              |
| Campeonato Europeo |                        |                    |                    |
| Año                | Lugar                  | Medalla            | Categoría          |
| 2018               | Bucarest (Rumania)     | Medalla de oro     | 94 kg              |